# Stenoluperus pallipes
Stenoluperus pallipes is een keversoort uit de familie bladkevers (Chrysomelidae). De wetenschappelijke naam van de soort werd in 1963 gepubliceerd door Gressitt & Kimoto.